# Percivale LeSueur
Temple de la renommée : 1961
Percivale St-Helier LeSueur, dit Percy LeSueur, (né le 21 novembre 1881 à Québec, dans la province de Québec, au Canada — mort le 27 janvier 1962 à Hamilton en Ontario) est un joueur professionnel canadien de hockey sur glace qui évoluait au poste de gardien de but au début du XXe siècle,.

## Biographie

### Ottawa

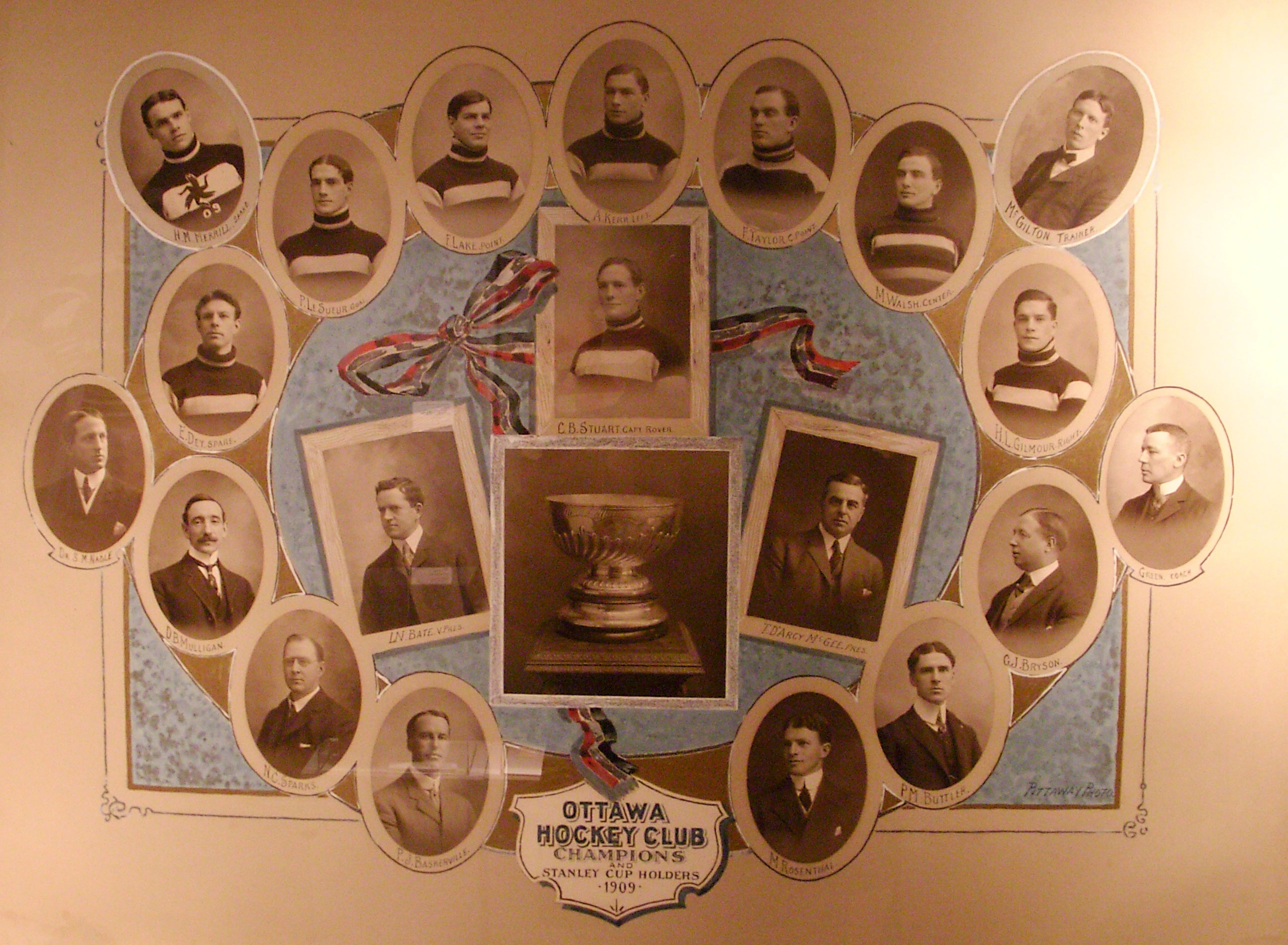
L'équipe d'Ottawa en 1909. LeSueur est deuxième joueur en partant de la gauche, sur le rang du haut.

Percy LeSueur naît le 21 novembre 1881 dans la ville de Québec et il débute dans le hockey sur glace en tant qu'ailier droit. Il joue ainsi avec les Victorias puis avec les Québec Seniors. En 1903-1904, il quitte sa ville natale pour rejoindre la ville de Smiths Falls en Ontario et l'équipe qui évolue dans la Ligue fédérale amateur de hockey. Lorsque le gardien de l'équipe tombe malade, il prend sa place.
En mars 1906, il participe avec son équipe à un défi jeté aux champions de la Coupe Stanley, les Sénateurs d'Ottawa. Malgré deux défaites de Smiths Falls, 6-5 et 8-2, LeSueur se fait remarquer par les qualités de ses arrêts. Une semaine après ce défi remporté, l'équipe d'Ottawa perd la première rencontre d'un nouveau défi contre les Wanderers de Montréal. Les Sénateurs s'inclinant 9-1, la direction de l'équipe n'a plus confiance en Billy Hague et propose le poste à LeSueur. Avec huit buts d'avance, les Wanderers acceptent le nouveau joueur. Le deuxième match de la série a lieu le 17 mars et la partie débute mal pour LeSueur qui laisse Lester Patrick ouvrir le score rapidement. Finalement, les joueurs d'Ottawa reprennent espoir à la suite d'un premier but de leur vedette Frank McGee. Alors qu'il ne reste que dix minutes dans le jeu, les deux équipes sont à égalité dix buts partout (sur l'ensemble de la série) avec six buts inscrits par McGee. Ce dernier voit un but lui être refusé et finalement les joueurs de Montréal s'imposer grâce à deux nouveaux buts de Patrick. Avec un score cumulé de 12-10, les Wanderers sont donc les nouveaux champions de la Coupe Stanley alors que LeSueur est le premier joueur de l'histoire de la Coupe à avoir participé à deux défis de la Coupe Stanley avec deux équipes différentes la même année.
En 1907, lassé par la violence du hockey, Hod Stuart met fin à sa carrière mais lors d'un plongeon dans la Baie de Quinte, il meurt en se cassant le cou sur des cailloux. Afin de lever des fonds pour sa famille, l'Eastern Canada Amateur Hockey Association décide d'organiser un match de bienfaisance regroupant les vedettes de la ligue ; il s'agit du premier match de la sorte organisé dans un sport. LeSueur est l'unique joueur des Sénateurs à participer à la rencontre. Il déclarera par la suite qu'il s'agit de son deuxième moment le plus fort de sa carrière après sa signature avec les Sénateurs.
Il remporte avec les Sénateurs la Coupe Stanley lors de la saison 1909 de l'ECAHA. Au cours de cette saison, il écrit un livre de 48 pages nommé « How to Play Hockey ». Son livre est considéré comme étant le deuxième livre sur le hockey sur glace après « Hockey : Canada's Royal Winter Game » écrit par Arthur Farrell en 1899. Au cours de la saison suivante, les Sénateurs jouent dans l'Association canadienne de hockey mais après trois ou quatre rencontres pour les différentes équipes, la nouvelle ligue arrête ses activités et rejoint l'Association nationale de hockey pour la fin de la saison. Les Sénateurs relèvent et remportent deux défis : le premier les 5 et 7 janvier contre le club de Galt et le deuxième les 18 et 20 janvier contre les Eskimos d'Edmonton. Les Wanderers finissent devant les joueurs d'Ottawa et sont donc sacrés champions de l'ANH et vainqueurs de la Coupe Stanley en mars 1909,.
Au début de la saison 1910-1911, il est nommé capitaine des siens et les conduit à une nouvelle Coupe Stanley en finissant premiers de l'ANH.

## Trophées et honneurs personnels
- 2 janvier 1908 : joue le Match des étoiles en l'honneur de Hod Stuart
- 1909 : remporte la Coupe Stanley
- Janvier 1910 : conserve la Coupe Stanley lors de deux défis
- 1911 : remporte la Coupe Stanley
- Mars 1911 : conserve la Coupe Stanley lors de deux défis
- 1962 : admis au Temple de la renommée

## Statistiques
| Saison    | Équipe                  | Ligue   |    | Saison régulière | Saison régulière | Saison régulière | Saison régulière | Saison régulière | Saison régulière | Saison régulière | Saison régulière | Saison régulière | Saison régulière |   | Séries éliminatoires | Séries éliminatoires | Séries éliminatoires | Séries éliminatoires | Séries éliminatoires | Séries éliminatoires | Séries éliminatoires | Séries éliminatoires | Séries éliminatoires |
| Saison    | Équipe                  | Ligue   | PJ | V                | D                | Pr/N             | Min              | BC               | Moy              | % Arr            | Bl               | Pun              | PJ               | V | D                    | Min                  | BC                   | Moy                  | % Arr                | Bl                   | Pun                  |                      |                      |
| 1903-1904 | Smiths Falls Seniors    | OHA Sr. | 6  | 3                | 3                | 0                | 370              | 13               | 2,11             |                  | 2                |                  |                  |   |                      |                      |                      |                      |                      |                      | -                    |                      |                      |
| 1904-1905 | Smiths Falls Seniors    | OHA Sr. |    |                  |                  |                  |                  |                  |                  |                  |                  |                  |                  |   |                      |                      |                      |                      |                      |                      |                      |                      |                      |
| 1905-1906 | Smiths Falls Seniors    | FAHL    | 7  | 7                | 0                | 0                | 420              | 16               | 2,29             |                  | 1                |                  | 2                | 0 | 2                    | 0                    | 120                  | 14                   | 7,00                 |                      | 0                    |                      |                      |
| 1906-1907 | Club de hockey d'Ottawa | ECAHA   | 10 | 7                | 3                | 0                | 602              | 54               | 5,38             |                  | 0                |                  | 1                | 1 | 0                    | 0                    | 60                   | 3                    | 3,00                 |                      | 0                    |                      |                      |
| 1907-1908 | Club de hockey d'Ottawa | ECAHA   | 10 | 7                | 3                | 0                | 630              | 51               | 4,86             |                  | 0                |                  |                  |   |                      |                      |                      |                      |                      |                      |                      |                      |                      |
| 1908-1909 | Club de hockey d'Ottawa | ECHA    | 12 | 10               | 2                | 0                | 728              | 63               | 5,19             |                  | 0                |                  |                  |   |                      |                      |                      |                      |                      |                      |                      |                      |                      |
| 1909-1910 | Club de hockey d'Ottawa | ACH     | 2  | 2                | 0                | 0                | 120              | 9                | 4,50             |                  | 0                |                  |                  |   |                      |                      |                      |                      |                      |                      |                      |                      |                      |
| 1910      | Club de hockey d'Ottawa | ANH     | 12 | 9                | 3                | 0                | 730              | 66               | 5,42             |                  | 0                |                  | 4                | 4 | 0                    | 0                    | 240                  | 15                   | 3,75                 |                      | 0                    |                      |                      |
| 1910-1911 | Club de hockey d'Ottawa | ANH     | 16 | 13               | 3                | 0                | 990              | 69               | 4,18             |                  | 1                |                  | 2                | 2 | 0                    | 0                    | 120                  | 8                    | 4,00                 |                      | 0                    |                      |                      |
| 1911-1912 | Club de hockey d'Ottawa | ANH     | 18 | 9                | 9                | 0                | 1126             | 91               | 4,84             |                  | 0                |                  |                  |   |                      |                      |                      |                      |                      |                      |                      |                      |                      |
| 1912-1913 | Club de hockey d'Ottawa | ANH     | 18 | 7                | 10               | 0                | 934              | 65               | 4,18             |                  | 0                |                  |                  |   |                      |                      |                      |                      |                      |                      |                      |                      |                      |
| 1913-1914 | Club de hockey d'Ottawa | ANH     | 13 | 6                | 6                | 0                | 773              | 42               | 3,26             |                  | 1                |                  |                  |   |                      |                      |                      |                      |                      |                      |                      |                      |                      |
| 1914-1915 | Shamrocks de Toronto    | ANH     | 19 | 8                | 11               | 0                | 1145             | 96               | 5,03             |                  | 0                |                  |                  |   |                      |                      |                      |                      |                      |                      |                      |                      |                      |
| 1915-1916 | Blueshirts de Toronto   | ANH     | 23 | 9                | 13               | 0                | 1416             | 92               | 3,90             |                  | 1                |                  |                  |   |                      |                      |                      |                      |                      |                      |                      |                      |                      |